# ハリオス
ハリオス（古希: Ἅλιός, Halios）は、ギリシア神話の人物である。主に、
- サルペードーンの部下
- アルキノオスの子
- アイネイアースの部下

が知られている。以下に説明する。

## サルペードーンの部下
このハリオスは、リュキアの武将サルペードーンの部下である。トロイア戦争でコイラノス、アラストール、クロミオス、アルカンドロス、ノエーモン、プリュタニスとともにオデュッセウスに討たれた。

## アルキノオスの子
このハリオスは、スケリア島のパイアーケス人の王アルキノオスとアーレーテーの子で、ラーオダマース、クリュトネーオス、ナウシカアーと兄弟。ラーオダマースとともにパイアーケス人随一の踊りの名手で、名工ポリュボスが2人のために制作した毬を用いた踊りを披露し、オデュッセウスを感嘆させた。

## アイネイアースの子
このハリオスは、トロイアーの武将アイネイアースの部下である。トロイア戦争後、アイネイアースに従ってイタリアに赴いたが、トゥルヌスとの戦いで、パレリス、ギューゲス、ハリュス、ペーゲウス、アルカンドロス、ノエーモン、プリュタニス、リュンケウス、アミュコス、クリュティオス、クレーテウスらとともにトゥルヌスに討たれた。

## その他の人物
- ペーネロペーの求婚者の1人。ザキュントス島の出身[9]。